# Tour dei British and Irish Lions 2025
Il tour dei British and Irish Lions 2025 sarà il 33º tour ufficiale della formazione interbritannica di rugby a 15 dei British and Irish Lions; si terrà per la 14ª volta in Australia, dal 28 giugno al 2 agosto 2025, e consisterà in una serie di 10 incontri, di cui tre test match contro gli Wallabies, programmati per gli ultimi tre sabati della spedizione.
La selezione ha preso parte anche ad un test match sul suolo britannico, il 20 giugno all'Aviva Stadium a Dublino contro l'Argentina, vinto dai Pumas 28-24.
I tre test match contro gli Wallabies sono in programma al Suncorp Stadium di Brisbane, al Melbourne Cricket Ground e all'Accor Stadium di Sydney; gli incontri infrasettimanali sono, nell'ordine, contro le franchise di Western Force dell'Australia Occidentale, dei Reds del Queensland, dei Waratahs del Nuovo Galles del Sud e dei Brumbies di Canberra. Il sabato precedente la prima sfida contro l'Australia, la selezione giocherà contro una squadra ad inviti composta da giocatori neozelandesi e australiani all'Adelaide Oval; nella settimana tra il primo ed il secondo test con gli Wallabies, precisamente martedì 22 luglio, i Lions disputeranno una partita contro una selezione ad inviti di rugbysti con origine aborigene o provenienti dalle Isole del Pacifico, l'incontro si terrà al Marvel Stadium di Melbourne
Allenatore capo della squadra dei British Lions è l'inglese Andy Farrell, capitano l'inglese Maro Itoje.

## La squadra

### Giocatori
| Avanti             | Avanti             | Avanti           |
| Giocatore          | Ruolo              | Squadra          |
| ------------------ | ------------------ | ---------------- |
| Tadhg Beirne       | Seconda linea      | Munster          |
| Ollie Chessum      | Seconda linea      | Leicester        |
| Jack Conan         | Terza linea centro | Leinster         |
| Luke Cowan-Dickie  | Tallonatore        | Sale Sharks      |
| Scott Cummings     | Seconda linea      | Glasgow Warriors |
| Tom Curry          | Terza linea ala    | Sale Sharks      |
| Ben Earl           | Terza linea centro | Saracens         |
| Zander Fagerson    | Pilone             | Glasgow Warriors |
| Josh van der Flier | Terza linea ala    | Leinster         |
| Tadhg Furlong      | Pilone             | Leinster         |
| Ellis Genge        | Pilone             | Bristol          |
| Maro Itoje         | Seconda linea      | Saracens         |
| Rónan Kelleher     | Tallonatore        | Leinster         |
| Joe McCarthy       | Seconda linea      | Leinster         |
| Jac Morgan         | Terza linea ala    | Ospreys          |
| Henry Pollock      | Terza linea ala    | Northampton      |
| Andrew Porter      | Pilone             | Leinster         |
| James Ryan         | Seconda linea      | Leinster         |
| Pierre Schoeman    | Pilone             | Edimburgo        |
| Dan Sheehan        | Tallonatore        | Leinster         |
| Will Stuart        | Pilone             | Bath             |

| Tre quarti          | Tre quarti         | Tre quarti       |
| Giocatore           | Ruolo              | Squadra          |
| ------------------- | ------------------ | ---------------- |
| Bundee Aki          | Tre quarti centro  | Connacht         |
| Elliot Daly         | Utility back       | Saracens         |
| Tommy Freeman       | Tre quarti ala     | Northampton      |
| Jamison Gibson-Park | Mediano di mischia | Leinster         |
| Mack Hansen         | Tre quarti ala     | Connacht         |
| Huw Jones           | Tre quarti centro  | Glasgow Warriors |
| Hugo Keenan         | Estremo            | Leinster         |
| Blair Kinghorn      | Estremo            | Tolosa           |
| James Lowe          | Tre quarti ala     | Leinster         |
| Duhan van der Merwe | Tre quarti ala     | Edimburgo        |
| Alex Mitchell       | Mediano di mischia | Northampton      |
| Garry Ringrose      | Tre quarti centro  | Leinster         |
| Finn Russell        | Mediano d'apertura | Bath             |
| Fin Smith           | Mediano d'apertura | Northampton      |
| Marcus Smith        | Mediano d'apertura | Harlequins       |
| Sione Tuipulotu     | Tre quarti centro  | Glasgow Warriors |
| Tomos Williams      | Mediano di mischia | Gloucester       |

### Staff tecnico-manageriale
- Ieuan Evans: tour manager
- Andy Farrell: commissario tecnico
- John Dalziel: assistente tecnico
- Simon Easterby: assistente tecnico
- John Fogarty: assistente tecnico
- Andrew Goodman: assistente tecnico
- Jonathan Sexton: assistente tecnico
- Richard Wigglesworth: assistente tecnico

## Iltest matchcontro l'Argentina
| Arbitro: | James Doleman |

|                                |      |                                      |
| Aki 19’ tecnica 46’ Beirne 53’ | mt   | 12’ Mendy 40+1’ Albornoz 59’ Cordero |
| F. Smith 19’, 53’              | tr   | 40+1’, 59’ Albornoz                  |
| F. Smith 10’                   | c.p. | 5’, 26’, 40’ Albornoz                |

## Risultati deltour

### Itest match
| Brisbane 19 luglio 2025, ore 20 UTC+10 | Australia    | 17 – 29 referto | British Lions | Lang Park\| Arbitro: \| Ben O'Keeffe \| |
| Arbitro:                               | Ben O'Keeffe |                 |               |                                         |

| Melbourne 26 luglio 2025, ore 20 UTC+10 | Australia     | 26 – 29 referto | British Lions | Cricket Ground\| Arbitro: \| Andrea Piardi \| |
| Arbitro:                                | Andrea Piardi |                 |               |                                               |

| Sydney 2 agosto 2025, ore 20 UTC+10 | Australia         | – referto | British Lions | Stadium Australia\| Arbitro: \| Nik’a Amashuk’eli \| |
| Arbitro:                            | Nik’a Amashuk’eli |           |               |                                                      |

### Gli altri incontri
| Arbitro: | Ben O'Keeffe |

|              |    |                                                                                        |
| N. White 5’  | mt | 2’ Sheehan 16’, 47’ T. Williams 52’ Ringrose 36’, 71’ Daly 54’ McCarthy 80+1’ Mitchell |
| Donaldson 5’ | tr | 2’, 16’, 36’, 52’, 54’ Russell 71’, 80+1’ M. Smith                                     |

| Arbitro: | James Doleman |

|                            |    |                                                                                                |
| Toomaga-Allen 8’ Flook 25’ | mt | 19’, 60’ Freeman 28’ Porter 35’ D. v.d. Merwe 44’ Itoje 55’ Morgan 65’ H. Jones 80+4’ Ringrose |
| McLaughlin-Phillips 8’     | tr | 19’, 28’, 35’, 44’ Russell 55’, 60’ F. Smith                                                   |

| Arbitro: | Paul Williams |

|                           |    |                                |
| Lancaster 34’ Dobbins 41’ | mt | 11’, 32’ H. Jones 54’ Mitchell |
|                           | tr | 11’, 32’, 54’ F. Smith         |

| Canberra 9 luglio 2025, ore 20 UTC+10 | Brumbies        | – referto | British Lions | Canberra Stadium\| Arbitro: \| Pierre Brousset \| |
| Arbitro:                              | Pierre Brousset |           |               |                                                   |

| Adelaide 12 luglio 2025, ore 19:30 UTC+9:30 | Invitational AU & NZ | – referto | British Lions | Adelaide Oval\| Arbitro: \| Andrea Piardi \| |
| Arbitro:                                    | Andrea Piardi        |           |               |                                              |

| Melbourne 22 luglio 2025, ore 20 UTC+10 | First Nations & Pasifika | – referto | British Lions | Docklands Stadium\| Arbitro: \| Nik’a Amashuk’eli \| |
| Arbitro:                                | Nik’a Amashuk’eli        |           |               |                                                      |